# 金币

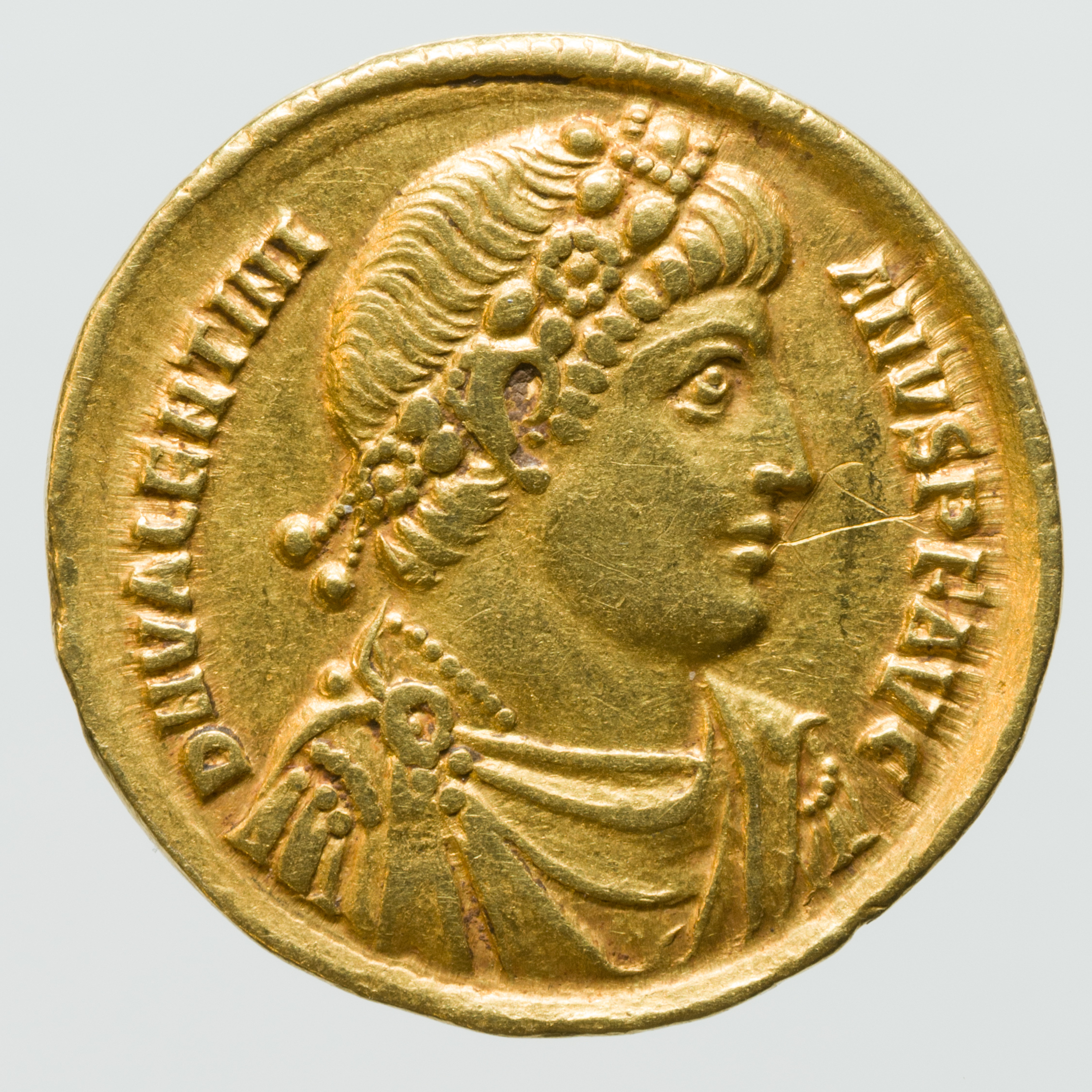
一枚刻有瓦伦提尼安二世肖像的索利都斯金幣

金幣是一種全部或大部份由黃金製造的硬幣。黃金差不多在硬幣發明之初，就因其價值被用來當作硬幣。在現代，多數金幣被售予錢幣收集者或做金塊投資。
黃金作為貨幣有很多理由。它的買賣價差低。黃金也因價格重量比高較其它日用品，例如銀高，而容易運送。黃金可以分割成小單位，而不損害其價值；它也可以熔成錠，並且重鑄成硬幣。黃金的密度比大多數金屬高，使假幣很難流通。金很難起化學反應。由於黃金罕見而能維持其價值。

## 歷史

### 古代
金過去從青铜时代的古代近東用於貿易（除了其它貴金屬之外），但是硬幣起源於晚的多的西元前6世紀的安纳托利亚。呂底亚的克羅伊斯國王的遺跡有發明金幣，（雖然帕罗斯岛歷史（Parian Chronicle）提到菲敦（Pheidon）的阿尔戈斯也有可能）。在西元前546年，克羅伊斯占領波斯，他採用黃金作為他們硬幣的主要金屬。
郢爰是古中國的早期金幣。